# Fabé Dia
Fabé Dia-Longo (ur. 14 lutego 1977 w Creil) – francuska lekkoatletka, specjalizująca się w krótkich biegach sprinterskich, uczestniczka letnich igrzysk olimpijskich w Sydney (2000), brązowa medalistka olimpijska w biegu sztafetowym 4 x 100 metrów (po dyskwalifikacji Marion Jones i sztafety Stanów Zjednoczonych w 2007).
Od maja 2009 obywatelka Włoch, po wyjściu za mąż za włoskiego średniodystansowca, Andrei Longo, dwukrotnego olimpijczyka (2000, 2004).

## Sukcesy sportowe
- mistrzyni Francji w biegu na 200 metrów – 2001[3]
- czterokrotna halowa mistrzyni Francji w biegu na 200 metrów – 1995, 2000, 2001, 2005[4]

| Rok  | Miasto      | Zawody                         | Konkurencja                      | Wynik                     |
| ---- | ----------- | ------------------------------ | -------------------------------- | ------------------------- |
| 1994 | Lizbona     | Mistrzostwa świata juniorów    | bieg na 200 m                    | 6. miejsce                |
| 1995 | Nyíregyháza | Mistrzostwa Europy juniorów    | bieg na 200 m                    | srebrny medal             |
| 1996 | Sydney      | Mistrzostwa świata juniorów    | bieg na 200 m                    | 5. miejsce                |
| 1999 | Göteborg    | Młodzieżowe mistrzostwa Europy | sztafeta 4 x 100 m               | złoty medal               |
| 2000 | Gandawa     | Halowe mistrzostwa Europy      | bieg na 200 m                    | 6. miejsce                |
| 2000 | Sydney      | Igrzyska olimpijskie           | sztafeta 4 x 100 m               | brązowy medal             |
| 2001 | Tunis       | Igrzyska śródziemnomorskie     | sztafeta 4 x 100 m bieg na 200 m | złoty medal srebrny medal |
| 2005 | Madryt      | Halowe mistrzostwa Europy      | bieg na 200 m                    | 6. miejsce                |
| 2005 | Almería     | Igrzyska śródziemnomorskie     | sztafeta 4 x 100 m bieg na 200 m | złoty medal brązowy medal |
| 2005 | Helsinki    | Mistrzostwa świata             | sztafeta 4 x 100 m               | 4. miejsce                |

## Rekordy życiowe
- bieg na 60 metrów (hala) – 7,33 – Eaubonne 21/01/2000
- bieg na 100 metrów (stadion) – 11,31 – Bonneuil-sur-Marne 24/05/1998
- bieg na 200 metrów (stadion) – 23,02 – Villeneuve-d'Ascq 13/06/1999
- bieg na 200 metrów (hala) – 23,13 – Maebashi 05/03/1999